# Titolo della vittoria
Un titolo della vittoria è un titolo nobiliare concesso in forma onorifica ad un comandante militare per commemorare una sua vittoria su di una nazione nemica o per commemorare un suo grande successo a vantaggio dell'intera patria. Le prime testimonianze di questa pratica risalgono all'antica Roma, ma proprio in memoria delle glorie dell'Impero romano esso venne adottato da alcuni moderni imperi e regni come nel caso della Francia napoleonica, dell'Inghilterra e della Russia imperiale.

## Titoli della vittoria romani
I titoli della vittoria venivano tradotti in romano con la parola cognomina e derivavano solitamente dal nome del nemico sconfitto in battaglia. Ad esempio soprannomi come Africanus ("l'Africano"), Numidicus ("il Numida"), Isauricus ("l'Isaurico"), Creticus ("il Cretese"), Gothicus ("il Gotico"), Germanicus ("il Germanico") e Parthicus ("il Parta"), sembrano derivati dalla tradizione romana dei titoli della vittoria, al fine di esprimere la superiorità romana sopra le popolazioni sottomesse. Letteralmente, traendo esempi fantasiosi dalla storia contemporanea, sarebbe come definire i generali Erwin Rommel, che, invece, veniva appellato la Volpe del deserto, "Rommel l'Africano", George S. Patton, Jr. "Patton il Germanico" e H. Norman Schwarzkopf "Schwarzkopf l'Iracheno". Alcuni titoli della vittoria erano poi ereditari e si trasmettevano di generazione in generazione per commemorare i successi dei propri antenati.
La pratica dei titoli della vittoria era già in uso al tempo della Repubblica romana. Il più famoso di coloro che ottennero un titolo della vittoria fu il generale Publio Cornelio Scipione, per le sue grandi vittorie nella Seconda guerra punica, in particolar modo nella Battaglia di Zama che gli fruttò il titolo di "Africanus" da parte del Senato di Roma e pertanto ancora oggi egli è soprattutto noto alla storia come "Scipione l'Africano" (un suo nipote adottato Scipione Emiliano ottenne un titolo identico dopo le sue vittorie nella Terza guerra punica e viene ancora oggi ricordato col nome di "Scipione l'Africano il giovane"). Altri notabili detentori di questi titoli furono Quinto Cecilio Metello "Numidico", che venne rimpiazzato da Gaio Mario al ruolo di comandante in capo nella Guerra giugurtina; Publio Servilio Vatia "Isaurico", che comandò le operazioni contro i pritati nel Mediterraneo orientale (e fu padre del collega di Giulio Cesare durante il suo secondo consolato, Publio Servilio Vatia nel 48 a.C.) e Marco Antonio Cretico, altro comandante di operazioni contro i pirati (e padre del comandante di Cesare, Marcantonio).
La pratica continuò poi nell'Impero romano, anche se gli imperatori poi preferirono enfatizzare le vittorie dei loro comandanti concedendo loro l'appellativo di Maximus ("il più grande") al titolo della vittoria (ad esempio, Parthicus Maximus, "il grande partico"). Questo gusto era prettamente fittizio e serviva spesso a coprire gravi sconfitte, ma anche a riflettere la grandezza dell'Impero Romano presso i popoli conquistati.
Vedi anche: Cognomina ex virtute
- In senso lato, il termine di titolo della vittoria era utilizzato per descrivere onorificenze "ripetibili" come nel caso della parola Imperator che di fatto qualificava il massimo comandante militare, riservato anticamente al generale più anziano, che andò poi a qualificare l'Imperatore propriamente detto, ovvero un capo di stato con poteri anche militari.

## Titoli della vittoria medievali
Dopo la caduta di Roma, la pratica dei titoli della vittoria continuò, sebbene in forma modificata. Ecco alcuni esempi:
- Carlomagno, il primo imperatore carolingio dei Franchi, si definiva Dominator Saxonorum ("Dominatore dei Sassoni") dopo essere stato in grado di sottomettere del maggior popolo di fede pagana dell'Impero, trasformando il ducato in un vassallo del Sacro Romano Impero.
- Edoardo I d'Inghilterra veniva indicato come "Il martello degli Scozzesi".
- Il principe Aleksandr Jaroslavič di Novgorod venne chiamato Aleksandr Nevskij per la sua vittoria nella Battaglia della Neva.
- Il principe Dmitrij di Mosca venne indicato Dmitrij Donskoj per la sua vittoria su Mamai Khan nella Battaglia di Kulikovo sul fiume Don.
- Il principe Giorgio Castriota Scanderbeg ottenne da papa Callisto III gli appellativi di "Atleta di Cristo" e "Difensore della Fede".

## Moderni titoli della vittoria
Successivamente, il termine continuò ad essere utilizzato per sottolineare schiaccianti vittorie militari, ma in guisa più che altro di titolo feudale aristocratico, spesso ereditario, ma solo in apparenza in quanto il feudo difatti era inesistente, dal momento che essendo perlopiù comandanti militari il re non possedeva i requisiti per l'occasione di assegnare loro un titolo in terre.
Questa nuova forma era persino più specifica della forma romana. Invece di nominare il nemico, infatti, veniva ripreso il nome della battaglia che era unico per ogni insignito.

### Impero russo
Nell'Impero russo, molti titoli della vittoria si originarono nel periodo compreso tra l'ascesa di Caterina la Grande (1762) e la morte dello zar Nicola I di Russia (1855). Ma già nel 1707, dopo che Aleksandr Danilovič Menšikov ebbe occupato l'Ingria svedese (Ižora in russo) durante la Grande guerra del Nord, Pietro I di Russia lo designò ufficialmente principe Ižorskij. Altri titoli della vittoria concessi dall'Impero russo sono:
- 1775 — Česmenskij ("Cesmenico") per il conte Aleksej Grigor'evič Orlov per la sua vittoria nella Battaglia di Chesma;
- 1775 — Zadunajskij ("Transdanubiano") per il conte Pëtr Aleksandrovič Rumjancev per il suo attraversamento del Danubio durante la Guerra russo-turca del 1768-1774;
- 1775 — Krymskij ("Crimeo") per il principe Vasilij Michajlovič Dolgorukov per le sue vittorie in Crimea nella guerra sopra indicata;
- 1783 — Sua Altezza Serenissima il principe Tavričeskij per Grigorij Aleksandrovič Potëmkin per la sua annessione della Crimea e della Nuova Russia (Taurida era l'antico nome greco dell'area; vedi anche Palazzo Tauride);
- 1789 — Rymnikskij per Aleksandr Vasil'evič Suvorov per la sua vittoria nella Battaglia di Rymnik;
- 1799 — Principe Italijskij ("Italiano") per Suvorov, per la sua campagna in Italia del 1799;
- 1813 — Sua Altezza Serenissima il principe Smolenskij per Michail Illarionovič Kutuzov per la sua sconfitta di Napoleone nella Battaglia di Krasnoi presso Smolensk durante il tentativo francese di invadere la Russia nel 1812;
- 1827 — Conte Erivanskij per Ivan Fëdorovič Paskevič per la sua presa di Erevan in Armenia durante la Guerra russo-persiana;
- 1829 — Zabalkanskij ("Transbalcanico") per il conte Ivan Dibič per aver attraversato i Balcani durante la Guerra russo-turca del 1828-1829;
- 1831 — Sua Altezza Serenissima il principe Varšavskij ("Varsaviano") per Paskevič per aver preso Varsavia durante la rivolta di novembre del 1830;
- 1855 — Karsskij per il conte Nikolaj Nikolaevič Murav'ëv per la sua cattura di Kars dopo l'Assedio di Kars;

Inoltre, titoli simili vennero concessi anche per servizi all'impero ma non di stampo militare come ad esempio nel 1858 la concessione del titolo di Amurskij per Michail Nikolaevič Murav'ëv, che negoziò un nuovo confine tra Russia e Cina lungo il fiume Amur siglando il Trattato di Aigun.

### Francia

#### Primo impero
Dal momento che Napoleone I, fondatore della dinastia dei Bonaparte e unico capo del Primo impero francese, era intenzionato a ripercorrere i fasti che furono dell'Impero romano, concesse più volte titoli della vittoria ai suoi generali più meritevoli, il più delle volte a quanti già erano stati onorati del rango militare di maresciallo.
Il titolo veniva concesso soprattutto se i generali erano poi risultati vittoriosi nello scontro e, se morti sul campo, il titolo veniva concesso all'eventuale vedova.
I titolati più alti ottenevano titoli principeschi, spesso come "promozione" per i detentori di altri titoli ducali:
- Maresciallo Jean-Baptiste Jules Bernadotte, Principe di Pontecorvo – 1806
- Maresciallo Louis-Nicolas Davout, Principe d'Eckmühl – 1809 (estinto nel 1853) – anche duc d'Auerstaedt (vedi poi)
- Maresciallo Andrea Massena, Principe d'Essling – 1810 – anche duca di Rivoli
- Maresciallo Michel Ney, Principe della Moscova – 1813 (estinto nel 1969) – anche duca d'Elchingen – la Battaglia della Moscova è il nome francese per la Battaglia di Borodino
- Maresciallo Louis-Alexandre Berthier, Principe di Wagram – 1809 (estinto nel 1918, esteso ai collaterali) – anche duca di Valengin e Principe di Neuchâtel (titolo sovrano garantitogli dal 1806), nessuno dei quali era titolo della vittoria.

Vennero poi assegnati dieci ducati della vittoria:
- Maresciallo Michel Ney, duca di Elchingen – 1808 (estinto nel 1969) – anche Principe della Moskowa
- Maresciallo François Joseph Lefebvre, duca di Dantzig – 28 maggio 1807 (estinto nel 1820) – Danzica all'epoca continuava ad essere una città autonoma, che poi passò sotto la Prussia dopo la caduta di Napoleone, l'attuale Gdańsk in Polonia
- Generale Jean-Andoche Junot, duca d'Abrantès – 1808 (estinto nel 1859 ma esteso in linea femminile al 1869, nuovamente estinto nel 1985)
- Maresciallo Louis-Nicolas Davout, duca d'Auerstaedt – 1808 (estinto nel 1853, esteso ai collaterali) – anche principe d'Eckmühl
- Maresciallo Pierre Augereau, duca di Castiglione – 1808 (estinto nel 1915)
- Maresciallo Jean Lannes, duca di Montebello – 1808
- Maresciallo Auguste de Marmont, duca di Ragusa – 1808 (estinto nel 1852) – sulla costa dalmata; conquistata nell'ambito del Regno d'Italia napoleonico, poi parte della Provincia d'Illiria dell'Impero francese
- Maresciallo Andrea Massena, duca di Rivoli – 1808 – anche Principe d'Essling
- Maresciallo François Christophe de Kellermann, duca di Valmy – 1808 (estinto nel 1868)
- Maresciallo Louis-Gabriel Suchet, duca d'Albufera – 1813.

Venne assegnato un solo titolo comitale:
- Georges Mouton, conte di Lobau - 1810

#### Monarchia di luglio
- Thomas Robert Bugeaud, duca d'Isly - 1844 (dalla Prima guerra franco-marocchina)

#### Secondo impero
Anche Napoleone III di Francia, pur non avendo mai raggiunto il genio militare del suo augusto predecessore (viene perlopiù ricordato per le sue tragiche sconfitte), era amante di molti aspetti che ricollegassero il suo impero a quello di Napoleone I e quindi a quello Romano e come tale ristabilì l'uso dei titoli della vittoria, tra i quali ricordiamo
- Maresciallo Aimable Pélissier, duca di Malakoff – 1856 (dalla Guerra di Crimea, estinto nel 1864).
- Maresciallo Patrice de Mac-Mahon, duca di Magenta – 1859 (dalla Campagna d'Italia; il color magenta deve il suo nome proprio a questa battaglia).
- Generale Charles Cousin-Montauban, conte di Palikao - 1862 (dalla Seconda guerra dell'oppio)

### Impero britannico
Molti titoli della vittoria vennero creati per i pari d'Inghilterra, della Gran Bretagna e del Regno Unito. Tra gli esempi più importanti citiamo:
- Godert de Ginkell, vincitore della Battaglia di Aughrim, venne creato Barone di Aughrim come titolo sussidiario per quello di Conte di Athlone nel 1692.
- Ammiraglio Edward Russell, I conte di Orford, vincitore della Battaglia di Barfleur, venne creato Visconte Barfleur come titolo sussidiario per quello di Conte di Orford nel 1697.
- James Stanhope, che catturò Port Mahon durante la Guerra di successione spagnola, venne creato Visconte Stanhope di Mahon nel 1717.
- Sir George Augustus Eliott, vincitore del Grande Assedio di Gibilterra, venne creato Lord Heathfield, Barone Heathfield di Gibilterra nel 1787.
- Ammiraglio Sir Adam Duncan, vincitore della Battaglia di Camperdown, venne creato Visconte Duncan di Camperdown nel 1797. (Suo figlio sarà poi creato Conte di Camperdown.)
- Ammiraglio Sir John Jervis, vincitore della Battaglia di Cape St Vincent, venne creato Conte di St Vincent nel 1797, e venne poi creato Visconte St Vincent nel 1801.
- Tenente Generale Sir Arthur Wellesley (poi I duca di Wellington), vincitore della Battaglia di Douro, venne nel 1809 creato Barone Douro come titolo sussidiario garantitogli con la vicecontea di Wellington (vedi poi). Egli venne successivamente, nel 1814, creato Marchese Douro come titolo sussidiario garantito ai Duchi di Wellington.
- Generale Sir Robert Napier, che comandò la spedizione in Abissinia nel 1868 e prese la fortezza di Magdàla, venne creato Barone Napier di Magdala nel 1868.
- Il conte di Dufferin, governatore generale dell'India durante la Terza guerra anglo-burmense che risultò nell'annessione dell'Alto Burma inclusa la capitale Ava, venne creato Marchese di Dufferin e Ava, nella Contea di Down e nella Provincia di Burma, e Conte di Ava, nella Provincia di Burma nel 1888.
- Feldmaresciallo Sir Julian Byng, che giocò un ruolo importante nella Battaglia di Vimy, venne creato Barone Byng di Vimy nel 1919 e poi promosso al titolo di visconte.
- Feldmaresciallo Sir John French, il primo comandante del Corpo Spedizionario Britannico nella prima guerra mondiale, venne creato Conte di Ypres nel 1922.
- Feldmaresciallo Sir Bernard Montgomery, in onore della sua vittoria del 1942 nel villaggio egiziano di El Alamein contro l'Afrikakorps di Rommel, venne creato Visconte Montgomery di Alamein nel 1946.
- Ammiraglio Sir Bruce Fraser, vincitore della Battaglia di Capo Nord, venne creato Barone Fraser di Capo Nord nel 1946.
- Ammiraglio Lord Louis Mountbatten, che supervisionò la ricattura di Burma dai giapponesi, venne creato Visconte Mountbatten di Burma nel 1946 e Conte Mountbatten di Burma nel 1947.

Talvolta la vittoria veniva commemorata da una designazione territoriale piuttosto che una parìa vera e propria. Alcuni esempi sono:
- Robert Clive, vincitore della Battaglia di Plassey, venne creato Barone Clive, di Plassey nella Contea di Clare nel 1767.
- Lord Amherst, che catturò Montreal durante la Guerra franco-indiana, venne creato Barone Amherst, di Montreal nella Contea di Kent nel 1788.
- Contrammiraglio Sir Horatio Nelson, vincitore della Battaglia del Nilo, venne creato Barone Nelson, del Nilo e di Burnham Thorpe nella Contea di Norfolk, nel 1798, e (a quel tempo Viceammiraglio) venne creato Visconte Nelson, del Nilo e di Burnham Thorpe nella Contea di Norfolk. Egli venne creato Barone Nelson, del Nilo e di Hilborough nella Contea di Norfolk nell'agosto del 1801. Dopo la sua vittoria e morte nella Battaglia di Trafalgar, suo fratello venne creato Conte Nelson, di Trafalgar e di Merton nella Contea di Surrey e Visconte Merton, di Trafalgar e di Merton nella Contea di Surrey, nel 1805, in suo onore.
- Lady Abercromby, vedova di Sir Ralph Abercromby, vincitore della Battaglia di Aboukir, che morì per le ferite ricevute in battaglia, venne creata Baronessa Abercromby, di Aboukir e di Tullibody nella Contea di Clackmannan, nel 1801, in onore di suo marito.
- John Hely-Hutchinson, vincitore dell'Assedio di Alessandria, venne creato Barone Hutchinson, di Alessandria e Knocklofty nella Contea di Tipperary, nel 1801.
- Gerard Lake, vincitore della Battaglia di Delhi e della Battaglia di Laswari, venne creato Barone Lake, di Delhi e Laswary e di Aston Clinton nella Contea di Buckingham nel 1804 e Visconte Lake con la medesima designazione nel 1807.
- Tenente Generale Sir Arthur Wellesley (poi I Duca di Wellington), vincitore della Battaglia di Talavera, venne creato Visconte Wellington, di Talavera e di Wellington nella Contea di Somerset, nel 1809.
- William Carr Beresford, vincitore della Battaglia di Albuera, venne creato Barone Beresford, di Albuera e Dungarvan nella Contea di Waterford nel 1814.
- Rowland Hill, vincitore della Battaglia di Almaraz, venne creato Barone Hill, di Almaraz e di Hawkestone nella Contea di Shropshire nel 1814 e Barone Hill, di Almaraz e di Hardwicke nella Contea di Shropshire nel 1816.
- George Harris, vincitore dell'Assedio di Seringapatam contro il Regno di Mysore, venne creato Barone Harris, di Seringapatam e Mysore nelle Indie Orientali e di Belmont nella Contea di Kent nel 1815.
- William Amherst, II barone Amherst, governatore generale dell'India durante la Prima guerra anglo-burmense che portò all'annessione dell'Arakan, venne creato Conte Amherst, di Arracan nelle Indie Orientali nel 1826.
- Lord Combermere, che prese il forte di Bharatpur mentre era in servizio come comandante in capo per l'India, venne creato Visconte Combermere, di Bhurtpore nelle Indie Orientali e Combermere nella Contea Palatina di Chester nel 1827.
- Sir John Keane, comandante nella Battaglia di Ghazni, venne creato Barone Keane, di Ghuznee in Afghanistan e di Cappoquin nella Contea di Waterford nel 1839.
- Sir Hugh Gough, vincitore della Battaglia di Chinkiang, nella Campagna del Gwalior e nella Prima guerra anglo-sikh, venne creato Barone Gough, di ChingKangFoo in Cina e di Maharajpore e del Sutlej nelle Indie Orientali nel 1846, e successivamente alla Battaglia di Gujrat venne ulteriormente creato Visconte Gough, di Goojerat nel Punjab e della Città di Limerick nel 1849.
- Sir Henry Hardinge, che concluse il Trattato di Lahore che pose fine alla Prima guerra anglo-sikh, venne creato Visconte Hardinge, di Lahore e di King's Newton nella Contea di Derby nel 1846.
- Conte di Dalhousie, il quale era governatore generale dell'India durante la Seconda guerra anglo-sikh che si concluse con l'annessione del Punjab, venne creato Marchese di Dalhousie, del Castello di Dalhousie nella Contea di Edimburgo, e del Punjab nel 1849.
- Hugh Henry Rose, che prese Jhansi durante l'ammutinamento indiano, venne creato Barone Strathnairn, di Strathnairn nella Contea di Nairn e di Jhansi nelle Indie Orientali nel 1866.
- Sir John Lawrence, che prestò servizio come capo commissario del Punjab durante l'ammutinamento indiano, venne creato Barone Lawrence, del Punjab e di Grateley nella Contea di Southampton nel 1869.
- Sir Garnet Wolseley, che prese Il Cairo dopo la Battaglia di Tel el-Kebir, venne creato Barone Wolseley, del Cairo e di Wolseley nella Contea di Stafford, nel 1882.
- Sir Frederick Sleigh Roberts, vincitore della Battaglia di Kandahar, venne creato Barone Roberts, di Kandahar in Afghanistan e della Città di Waterford nel 1892. A seguito della Battaglia di Diamond Hill presso Pretoria, venne creato anche Conte Roberts, di Kandahar in Afghanistan e di Pretoria nella Colonia del Transvaal e della Città di Waterford nel 1901.
- Maggiore generale Sir Herbert Kitchener, in riconoscimento della sua vittoria nella Battaglia di Omdurman, venne creato Barone Kitchener, di Khartoum e di Aspall nella Contea di Suffolk (Khartoum era la capitale del Sudan anglo-egiziano), nel 1898, e (al tempo già pieno generale) venne creato Visconte Kitchener di Khartoum, di Khartoum e del Vaal nella Colonia del Transvaal e di Aspall nella Contea di Suffolk (essendo stato amministratore della colonia del Transvaal e dell'Orange nel 1901), nel 1902, e (all'epoca feldmaresciallo) vene creato Conte Kitchener di Khartoum e di Broome nella Contea di Kent, nel 1914.
- Feldmaresciallo Sir John French, primo comandante del Corpo Spedizionario Britannico nella prima guerra mondiale, venne creato Visconte French, di Ypres e di High Lake nella Contea di Roscommon, nel 1916.
- Ammiraglio della flotta Sir David Beatty, First Sea Lord e comandante in capo della Grande Flotta durante gli ultimi anni della prima guerra mondiale fu, come titolo sussidiario della sua Contea di Beatty, creato Barone Beatty, del Mare del Nord e di Brooksby nella Contea di Leicester, nel 1919.
- Feldmaresciallo Sir Edmund Allenby, vincitore della Battaglia di Megiddo, venne creato Visconte Allenby, di Megiddo e di Felixstowe nella Contea di Suffolk, nel 1919.
- Feldmaresciallo Sir William Birdwood, meglio conosciuto come comandante dell'ANZAC durante la prima guerra mondiale, venne creato Barone Birdwood, di Anzac e di Totnes nella Contea di Devon, nel 1938.
- Feldmaresciallo Sir Edmund Ironside, che comandò le forze britanniche ad Arcangelo nella campagna russa, venne creato Barone Ironside, di Archangel ed Ironside nella Contea di Aberdeen, nel 1941.
- Feldmaresciallo Sir Henry Wilson, generale britannico della seconda guerra mondiale, venne creato Barone Wilson, di Libia e di Stowlangtoft nella Contea di Suffolk, nel 1946.

### Impero austriaco
Nell'Impero austriaco i titoli della nobiltà potevano essere emendati con designazioni territoriali, i cosiddetti "predicati". Il nome veniva spesso tratto dalle residenze principali delle famiglie, ma talvolta gli Asburgo potevano anche concedere dei titoli di vittoria, in particolare durante la prima guerra mondiale. Tra gli esempi più famosi ricordiamo:
- Colonnello Generale Viktor Dankl, che nel 1914 sconfisse le forze russe nella Battaglia di Kraśnik. Nel 1918 ottenne il titolo di Graf (conte) e la titolazione di Graf Dankl von Krasnik.
- Colonnello Generale Josef Roth, che giocò un ruolo decisivo nella Battaglia di Limanowa nel 1914, quando l'esercito austro-ungarico respinse l'avanzata russa, venne nobilitato col titolo di Freiherr (barone) nel 1918 con lo stile di Freiherr Roth von Limanowa-Lapanów.
- Maggiore Generale Ignaz Trollmann, il cui XIX. Corps aiutò la conquista della montagna di Lovćen presso Cattaro nel 1916, venne nobilitato come Freiherr (barone) nel 1917 con lo stile di Freiherr Trollmann von Lovcenberg.

### Regno d'Ungheria
Nel Regno d'Ungheria all'interno della monarchia duale austriaca, il sistema di onorificenze funzionava come in Austria:
- Generale Baron Pál Kray de Krajova et Topolya, ricevette il preditaco de Krajova o Krajovai dopo la conquista del villaggio rumeno di Craiova durante le guerre turche.
- Colonnello Generale Stefan Sarkotić, comandante generale di Bosnia ed Herzegovina durante la Prima guerra mondiale, venne nobilitato col titolo ungherese di barone e lo stile di Barone Sarkotić von Lovćen all'inizio del 1917 dopo che il XIX. Corps di Trollmann ebbe conquistato il monte Lovćen presso Cattaro.
- Sándor Szurmay venne creato barone da Carlo IV d'Ungheria col predicato de Uzsok o Uzsoki. Fu l'eroe della Battaglia di Uzsok durante la Prima guerra mondiale.

Durante la reggenza d'Ungheria dopo la Prima guerra mondiale, il reggente Miklós Horthy non era autorizzato a conferire titoli di nobiltà, ma conferì l'Ordine di Vitéz che poteva apportare dei predicati di nobiltà. Inizialmente l'appartenenza all'ordine era ristretta unicamente a quanti si fossero distinti nella Grande Guerra. Tra gli esempi più importanti citiamo:
- Capitano Rihmer de Granasztó ottenne il titolo di vitéz Gerlefalvi per il coraggio dimostrato a Gerlefalva, attuale Girovce, in Slovacchia.

### Regno di Napoli
- Conte di Maida. Il Generale Sir John Stuart, comandante di un corpo di spedizione inglese nella battaglia di Maida per contrastare l'esercito napoleonico, fu creato Conte di Maida da Re Ferdinando IV per la vittoria ivi conseguita il 4 luglio 1806. La battaglia di Maida fu la prima vittoria dell'esercito britannico dall'inizio delle guerre napoleoniche sul continente europeo. Nella sua patria, lo Stuart, fu appellato the Hero of Maida.
- Principe di Antrodoco. Il Generale Johann Maria Philipp Frimont, comandante in capo dell'imperiale armata austriaca nel Regno di Napoli, per la vittoria conseguita nella battaglia di Antrodoco contro gli insorti napoletani guidati dal generale Guglielmo Pepe, nel corso dei moti del 1820-1821, fu creato Principe di Antrodoco (Real Decreto del 30 novembre 1821).
- Duca di Bronte. Non si tratta di un vero e proprio titolo della vittoria, poiché la ducea fu donata nel 1799 da Ferdinando IV col titolo di Duca che in Inghilterra suona meglio che gli altri - come ebbe a scrivere in una nota al suo ministro - all'Ammiraglio Horatio Nelson in riconoscimento delle azioni militari a salvaguardia del Regno di Napoli. Difatti, a Bronte non si svolse alcuna battaglia; nel castello di Nelson fu incisa la scritta Heroi Immortali Nili, poiché la vittoria riportata nel 1798 nella battaglia del Nilo decretò la superiorità della marina britannica su quella napoleonica.

### Regno d'Italia
Con il Regno d'Italia la prassi dei titoli nobiliari legati alle vittorie militari fu inaugurata con il Generale Enrico Cialdini, creato Duca di Gaeta nel 1870. Giacinto de' Sivo, funzionario dell'amministrazione del Regno delle Due Sicilie e storico,  lo soprannominò, con toni non encomiastici, il bombardatore, per la condotta tenuta durante l'assedio di Gaeta.
- Giacomo Medici, combattente durante le guerre d'indipendenza italiane e decorato al Valor Militare fu creato Marchese del Vascello nel 1876.
- Tra i titoli della vittoria creati nel Regno d'Italia dai Savoia dopo la prima guerra mondiale, quando un gran numero di denominazioni vennero derivate dal governo di Mussolini, si ricordano per anzianità di creazione:

#### Duca della Vittoria
Generale Armando Diaz, creato Duca della Vittoria nel 1922.
Capo di stato maggiore del Regio Esercito italiano durante la prima guerra mondiale, soprannominato il Generalissimo, dal 1924 Maresciallo d'Italia.
Titolo di Duca della Vittoria (maschio primogenito, mpr), con facoltà di aggiungere il predicato della Vittoria, con R.D. motu proprio 24 dicembre 1921 e RR.LL.PP. 11 febbraio 1923:
- 1º Duca della Vittoria (dal 24 dicembre 1921): S. E. Armando Vittorio Diaz della Vittoria (Napoli, 5 dicembre 1861 - Roma, 29 febbraio 1928), sposa Sarah De Rosa da cui:
- 2º Duca della Vittoria (dal 29 febbraio 1928): Marcello Diaz della Vittoria (Roma, 15 febbraio 1903 - 2 maggio 1975), figlio del precedente Armando Vittorio, sposa Flaminia Macchi da cui:
- 3º Duca della Vittoria (dal 2 maggio 1975): Armando Vittorio Diaz della Vittoria (Roma, 20 novembre 1940 - 13 dicembre 2022), figlio del precedente Marcello, sposa Maria Camilla Pallavicini da cui:
- 4º Duca della Vittoria (dal 13 dicembre 2022): Sigieri Maria Guglielmo Diaz della Vittoria (Roma, 13 agosto 1969 - vivente), figlio del precedente Armando Vittorio, sposa Carlotta Calabresi.

#### Conte di Villaviera (titolo estinto)
Eugenio Casagrande, comandante di una squadriglia di idrovolanti, compì numerose missioni speciali, tra cui nella parte della laguna di Caorle nella località Villaviera. Medaglia d'oro al valor militare (1918), fu creato conte con il predicato di Villaviera  (R.D. 21 agosto 1922).

#### Duca del Mare (titolo estinto)
Ammiraglio Paolo Thaon di Revel, creato Duca del Mare nel 1923.
Nobile, Comandante in capo della Regia Marina italiano durante la prima guerra mondiale, poi Grande Ammiraglio dal 1924.
Titolo di Duca del Mare (mpr), con facoltà di aggiungere il predicato del Mare, con R.D. motu proprio 24 maggio 1923 e RR.LL.PP. 10 gennaio 1924:
- 1º Duca del Mare (dal 24 maggio 1924): S. E. Paolo Thaon di Revel del Mare (Torino 10 giugno 1859 - Roma 24 marzo 1948), sposa Irene Martini di Cigala.

#### Principe di Montenevoso
Colonnello Gabriele D'Annunzio, creato Principe di Montenevoso nel 1924.
Titolo di Principe di Montenevoso (mpr), con trattamento di Don e di Donna, con R.D. motu proprio 24 marzo 1924:
- 1º Principe di Montenevoso (dal 24 marzo 1924): don Gabriele D'Annunzio (Pescara 12 marzo 1863 - Gardone Riviera 1º marzo 1938), sposa Maria Hardouin da cui:
- 2º Principe di Montenevoso (dal 1º marzo 1938): don Mario D'Annunzio (Pescara 13 gennaio 1884 - Roma 11 agosto 1964), figlio del precedente Gabriele,
- don Ugo Veniero D'Annunzio (Roma, 3 maggio 1887 - New York 22 aprile 1945), figlio del precedente Gabriele, sposa Luigia Bertelli da cui:
- 3º Principe di Montenevoso (dall'11 agosto 1964): don Gabriele D'Annunzio (3 gennaio 1942 -? 1996), figlio del precedente Ugo Veniero, sposa Patrizia dell'Acqua da cui:
- 4º Principe di Montenevoso (? 1996): don Federico Marcello D'Annunzio (Roma 18 marzo 1964 - vivente), figlio del precedente Gabriele, sposa Giulia Mazzoni.

#### Conte di Val Cismon (titolo estinto)
Generale Cesare Maria De Vecchi, comandante sezione Mitraglieri, medaglia d'argento al valor militare (Val Cismon, 1918), creato Conte di Val Cismon nel 1925.

#### Marchese del Sabotino (titolo esistente) e Duca di Addis Abeba (titolo estinto)
Maresciallo d'Italia Pietro Badoglio, creato Marchese del Sabotino nel 1928 e poi Duca di Addis Abeba nel 1936.
Conquistatore del Monte Sabotino nel 1916 e Viceré d'Etiopia nel 1936, 
Titolo di Marchese del Sabotino (mpr), con R.D. motu proprio 18 ottobre 1928 e RR.LL.PP. 13 novembre 1928 e titolo di Duca di Addis Abeba (ad personam), trasmissibile sul cognome con facoltà di aggiungere il predicato di Addis Abeba, con R.D. motu proprio 24 luglio 1936 e RR.LL.PP. ? dicembre 1936:
- 1º Marchese del Sabotino (dal 18 ottobre 1928) e 1º Duca di Addis Abeba (dal 24 luglio 1936): S. E. Pietro Giuseppe Vittorio Luigi Badoglio di Addis Abeba (Grazzano Monferrato, oggi Grazzano Badoglio 28 settembre 1871 - Grazzano Monferrato, oggi Grazzano Badoglio 31 ottobre 1956), sposa Sofia Valania da cui:
- Mario Badoglio di Addis Abeba (Roma 1º agosto 1905 - San Vito al Tagliamento 10 febbraio 1953), figlio del precedente Pietro Giuseppe Vittorio Luigi, sposa Giuliana Rota da cui:
- 2º Marchese del Sabotino (dal 31 ottobre 1956): Pietro Badoglio di Addis Abeba (Istanbul 10 luglio 1939 - Parigi 4 giugno 1992), figlio del precedente Mario, sposa Phương Mai da cui:
- 3º Marchese del Sabotino (dal 4 giugno 1992): Flavio Badoglio di Addis Abeba (Parigi 20 marzo 1973 - vivente), figlio del precedente Pietro.

#### Conte di Cortellazzo e di Buccari
Contrammiraglio S. E. Costanzo Ciano, creato Conte di Cortellazzo nel 1928 e di Buccari nel 1942.
Comandante navale durante la prima guerra mondiale e presidente della Camera dei Deputati tra il 1934 ed il 1939.
Nel 1942 viene aggiunto il predicato di Buccari.
Titolo di Conte di Cortellazzo (mpr), con R.D. motu proprio 28 ottobre 1928 e R.D. 27 marzo 1933.
Al titolo è aggiunto anche il predicato di Buccari, con R.D. 8 gennaio 1942.
Nobile (mf) annesso alla onorificenza di Cav. Gr. Cr. dell'Ordine Piano, con R.D. di autorizzazione 21 luglio 1933:
- 1º Conte di Cortellazzo (dal 28 ottobre 1928): Costanzo Ciano (Livorno 30 agosto 1876 - Ponte a Moriano 26 giugno 1939), sposa Carolina Pini da cui:
- 2º Conte di Cortellazzo (dal 26 giugno 1939 all'8 gennaio 1942), poi 2º Conte di Cortellazzo e di Buccari (dall'8 gennaio 1942): S. E. Gian Galeazzo Ciano (Livorno 18 marzo 1903 - Verona 11 gennaio 1944), figlio del precedente Costanzo, sposa Edda Mussolini da cui:
- 3º Conte di Cortellazzo e Buccari (dall'11 gennaio 1944): Fabrizio Ciano (Shanghai 1º ottobre 1931 - San José (Costa Rica) 8 aprile 2008), figlio del precedente Gian Galeazzo, sposa Beatriz Uzcategui Jahn:
- Marzio Ciano (Roma 18 dicembre 1937 - 11 aprile 1974), figlio del precedente Gian Galeazzo, sposa Gloria Lucchesida cui:
- 4º Conte di Cortelazzo e Buccari (dall'11 aprile 1974): Pietro Francesco Ciano (18 luglio 1962 - vivente), figlio del precedente Marzio, sposa Alessandra Monzini.

#### Conte di Bu Meliana (titolo estinto)
Ammiraglio Umberto Cagni, soprannominato l'eroe dei due deserti, creato Conte di Bu Meliana nel 1929.
Titolo di Conte di Bu Meliana (ad personam), trasmissibile sul cognome con facoltà di aggiungere il predicato di Bu Meliana, con R.D. 26 luglio 1929:
- 1º Conte di Bu Meliana (dal 26 luglio 1929): Umberto Cagni di Bu Meliana (Asti 24 febbraio 1863 - Genova 22 aprile 1932), sposa Maria Nasi.

#### Conte di Grado e di Premuda
Capitano di Fregata Luigi Rizzo, creato Conte di Grado nel 1932 e di Premuda nel 1941.
Comandante militare nella prima guerra mondiale fu soprannominato l’ Affondatore per l'affondamento della SMS Szent István.
Nel 1941 viene aggiunto il predicato di Premuda.
Titolo di Conte di Grado (mpr), con R.D. motu proprio 25 ottobre 1932 e RR.LL.PP. 20 giugno 1935. 
Al titolo è aggiunto anche il predicato di Premuda, con R.D. motu proprio 20 ottobre 1941. 
- 1º Conte di Grado (dal 25 ottobre 1932 al 20 ottobre 1941) poi 1º Conte di Grado e di Premuda (dal 20 ottobre 1941): Luigi Rizzo (Milazzo 8 ottobre 1887 - Roma 27 giugno 1951), sposa Giuseppina Marinaz da cui:
- 2º Conte di Grado e di Premuda (dal 27 giugno 1951): Luigi Giacomo Rizzo (Trieste 3 marzo 1919 - ? 2013), sposa Antonietta Lunardon da cui:
- 3º Conte di Grado e di Premuda (dal ? 2013): ? Rizzo.

#### Marchese del Vodice
Generale di C. A. S. A. S. Maurizio Ferrante Gonzaga di Vescovato, creato Marchese del Vodice nel 1932.
Nobile, Medaglia d'oro al valor militare, Senatore del Regno d'Italia.
Titolo di Marchese del Vodice (mpr), con R.D. 29 dicembre 1932 e riconoscimento della qualifica di Altezza Serenissima:
- 1º Marchese del Vodice (dal 29 dicembre 1932): S. A. S. Maurizio Ferrante Gonzaga di Vescovato (Venezia 21 settembre 1861 - Roma 24 marzo 1938), sposa Ferdinanda Alliana da cui:
- 2º Marchese del Vodice (dal 24 marzo 1938): S. A. S. Generale di divisione Ferrante Vincenzo Gonzaga di Vescovato (Torino 6 marzo 1889 - Eboli 8 settembre 1943), figlio del precedente, sposa Luisa Anguissola da cui:
- 3º Marchese del Vodice (dall'8 settembre 1943): S. A. S. Maurizio Ferrante Gonzaga di Vescovato (Roma 4 settembre 1938 - vivente).

#### Marchese di Neghelli (titolo estinto)
Maresciallo d'Italia Rodolfo Graziani, creato Marchese di Neghelli nel 1936.
Titolo di Marchese di Neghelli (mpr), con R.D. motu proprio 7 dicembre 1936:
- 1º Marchese di Neghelli (dal 7 dicembre 1936): Rodolfo Graziani (Filettino 11 agosto 1882  - Roma 11 gennaio 1955), sposa Ines Chionetti.

#### Conte di Cà Tasson
Generale Ettore Viola, soprannominato l'Ardito del Grappa, fu creato Conte di Cà Tasson (R.D. 16 maggio 1969), con facoltà di aggiungere sul cognome il predicato di Cà Tasson (D.P.R. 13 agosto 1970). Re Umberto II di Savoia lo definì: «La più bella Medaglia d'oro della Grande Guerra».

#### Creazione di titoli nobiliari alla memoria per vittorie militari
- Al padre del maggiore Francesco Baracca, soprannominato Asso degli assi, Enzo Baracca fu concesso il titolo di Conte con R.D. 27 marzo 1927.
- Al padre di Giovanni Ancillotto, Giovanni Ancillotto, fu concesso il titolo di Conte con R.D. 15 dicembre 1927.
- Conte di Assaba. Ai discendenti del Generale Clemente Lequio fu concesso il predicato di Assaba (1940), in ricordo delle gesta paterne nella Guerra italo-turca, e in seguito il titolo di Conte.
- Conte del Timavo. Alla vedova del maggiore Giovanni Randaccio, Medaglia d'oro al valor militare, Nob. Clara Colli, in ricordo dell'eroico sacrificio del marito, re Umberto II di Savoia con RR.LL.PP. 6 febbraio 1969 creò il titolo di Conte del Timavo (mpr).

#### Curiosità
- A seguito della Guerra di Abissinia il maggiore degli Alpini Giuseppe Galliano, comandante di un battaglione Indigeni, decorato di quattro medaglie al valor militare, venne appellato il Difensore di Macallè o l'Eroe di Macallè per la strenua difesa dell'omonimo forte.
- Il capitano Alberto Amante, combattente nella prima guerra mondiale, comandante di un battaglione Arditi, medaglia al valor militare (San Grado di Merna, 1916), giornalista e storico, usava lo pseudonimo di A. di San Grado.
- Il capitano Giacomo Ariemma, combattente nella prima guerra mondiale, comandante di compagnia Mitraglieri, decorato del distintivo d’onore per ferita di guerra e due volte al valor militare, era ricordato dai vecchi compagni d’armi come il Comandante Ariemma di Sella delle Trincee.
- Al maggiore Carlo Rigoli, combattente nella prima guerra mondiale, medaglia al valor militare (Cà Pasqualin, 1918), le missive Gabriele D'Annunzio le indirizzava Al mio compagno Maggiore Rigoli di Cà Pasqualin. Casa Pasqualini si trovava a Fagarè della Battaglia.
- S. A. R. il principe Emanuele Filiberto di Savoia-Aosta, II duca d'Aosta, venne appellato il Duca Invitto per non aver mai subito sconfitte con la 3ª Armata, di cui era il comandante.
- S. A. R. il principe Amedeo di Savoia-Aosta, III duca d'Aosta, venne appellato il Duca di Ferro ed Eroe dell'Amba Alagi per la strenua resistenza nella seconda battaglia dell'Amba Alagi, a cui dovette seguire la resa, ricevendo l’onore delle armi.

#### Titoli nobiliari conferiti per benemerenze in campo finanziario, industriale, militare, politico o scientifico
- Conte Cadorna. Il generale Raffaele Cadorna fu creato Conte con R.D. 16 dicembre 1876.
- Conte di Vallepiana. La famiglia israelita piemontese Ottolenghi di Vallepiana (Acqui Terme, AL) fu insignita del titolo comitale per meriti civili. Emilio (Acqui Terme, 10 novembre 1830) venne creato Conte in seguito ad elargizione di denaro all'Ospedale Mauriziano di Torino, con R.D. motu proprio 22 febbraio 1883 e RR.LL.PP. 9 marzo 1884. Ottenne in seguito il predicato di Vallepiana con R.D. 17 novembre 1889 e RR.LL.PP. 30 gennaio 1890, e la concessione dello stemma con R.D. 10 febbraio 1884.
- Conte di Montececon. Giacomo Ceconi, imprenditore, fu creato Conte (mpr), 1893, Nobile di Montececon (mf), 1894[4].
- Conte Albricci. Generale Alberico Albricci riconosciuto Conte motu proprio del Re il 28 dicembre 1913.
- Barone dell'Aterno.  Capitano Giacomo Acerbo, creato Barone dell'Aterno nel 1924. Economista e politico. Titolo di Barone dell'Aterno (mpr), R.D. motu proprio 10 aprile 1924: 1º Barone dell'Aterno (dal 10 aprile 1924): Giacomo Acerbo (Loreto Aprutino 25 luglio 1888 - Roma 9 gennaio 1969), sposa Giuseppina Marenghi.
- Conte di Misurata. Giuseppe Volpi, imprenditore, diplomatico e politico, fu creato 1º Conte di Misurata nel 1925. Il padre partecipò come garibaldino alle battaglie della guerra d'indipendenza del 1860, il fratello maggiore, Giovanni, morì nella battaglia di Adua.
- Conte Elia. Giovanni Emanuele Elia, inventore, creato Conte nel 1926.
- Marchese Marconi. Guglielmo Marconi, inventore, creato Marchese con R.D. 17 giugno 1929.
- Conte Cavallero. Generale Ugo Cavallero, Maresciallo d'Italia, creato Conte nel 1929.
- Conte di Chisimaio. Aldo Castellani, medico, creato Conte di Chisimajo nel 1936.
- Conte Vaccari. Generale Giuseppe Vaccari, combattente nella Guerra italo-turca e nella Prima guerra mondiale, Medaglia d'oro al valor militare, fu creato Conte con R.D. 8 giugno 1936.
- Conte di Mordano. Dino Grandi, politico e diplomatico, creato Conte di Mordano nel 1937.
- Conte Baistrocchi. Generale Federico Baistrocchi, creato Conte con R.D. 7 ottobre 1937.
- Barone Cicconetti. Generale Luigi Cicconetti per i meriti militari nella Guerra italo-turca e nella Prima guerra mondiale fu creato Barone nel 1938.
- Conte di Valdagno Castelvecchio. Gaetano Marzotto, imprenditore, creato 1º Conte di Valdagno con R.D. 25 maggio 1939.
- Conte della Torre Pandolfa. Pietro Fedele, storico, politico e accademico, fu creato Conte della Torre Pandolfa nel 1939.
- Conte di Monterubello di Trivero. Ermenegildo Zegna, imprenditore, 1º Conte di Monterubello di Trivero con R.D. 19 gennaio 1940), sposa Nina Gallo[5]
  - 2º Conte di Monterubello di Trivero Aldo Zegna (1920-2000), sposa Andreina Montà:
  - 3º Conte di Monterubello di Trivero Andrea Zegna (1961 - vivente).
- Conte di Verampio. Ettore Conti, politico e imprenditore, predicato di Verampio sul titolo di Conte con R.D. 2 aprile 1940.
- Conte di Valmaggiore. Raffaele Paolucci, militare, politico, accademico e chirurgo, combattente nella Prima guerra mondiale, decorato al Valor Militare, Conte di Valmaggiore (mpr), R.D. 16 maggio 1940.
- Conte di Monteselice. Vittorio Cini, politico e imprenditore, 1º Conte di Monteselice con R.D. 16 maggio 1940.
- Conte di Valgrande. Aldo Rossini, politico, combattente nella Prima guerra mondiale, decorato al Valor Militare, creato Conte di Valgrande con R.D. 3 giugno 1940.
- Conte dell'Artemisio. Giovanni Armenise, politico e imprenditore, creato Conte dell'Artemisio con R.D. 6 giugno 1940.
- Conte del Circeo. Natale Prampolini, ingegnere e politico, Conte (mpr), R.D. 25 agosto 1940, e predicato del Circeo, R.D. 30 gennaio 1941.
- Conte di Val d'Era. Lando Ferretti, politico, giornalista e dirigente sportivo, creato Conte di Val d'Era nel 1941.
- Conte di Val Cervo. Ezio Oreste Rivetti di Val Cervo, imprenditore, 1º Conte di Val Cervo con R.D. 14 giugno 1941, sposa Silvia Negro
  - 2º Conte di Val Cervo Stefano Rivetti di Val Cervo, sposa Francesca Barbò di Casalmorano Barbiano di Belgioioso d'Este da cui:
  - 3º Conte di Val Cervo Oreste Rivetti di Val Cervo,
- Conte di Valmarina. Per i Foroni Lo Faro, discendenti di Vittorio Lo Faro, imprenditore, fu creato il titolo di Conte di Valmarina (mpr), con R.D. 27 aprile 1942.
- Conte Delcroix. Carlo Delcroix, militare, politico e scrittore, creato Conte nel 1961.
- Conte Rizzoli. Angelo Rizzoli (1889-1970), imprenditore, editore e produttore cinematografico, creato Conte nel 1967.
- Conte di Cornour. Alessandro Cremonte Pastorello fu creato Conte (mpr), 11 marzo 1978, 1º Conte di Cornour, 3 dicembre 1979. Domenico (18 gennaio 1887 - 4 gennaio 1977), poliglotta, letterato, laureato in Ingegneria, Giurisprudenza, Lettere e Filosofia. Ten. Pilota volontario con Gabriele D'Annunzio nella Squadriglia Serenissima durante la Prima guerra mondiale, tre medaglie al Valore Militare, prigioniero di guerra evaso dal Forte di Lubiana, citato all'ordine del giorno del Commissariato Generale per l'Aeronautica, con citazione del Ministero della Guerra n. 59107 / 12 luglio 1918 - 12 ottobre 1918.
- Marchese del Vergante. Raffaele Travaglini di Santa Rita, visconte, militare e dirigente d’azienda, fu creato Marchese del Vergante con R.D. 1º maggio 1941.
- Conte di Valgiurata. Zanon di Valgiurata, Nobile Zanon di Zanon, Marchese di Fenera, Conte di Valgiurata, Barone di Chezalet.

### Altre monarchie
- La corona di Spagna ha concesso titoli della vittoria come ad esempio quello di Duca di Ciudad Rodrigo (ereditario) per il visconte inglese Wellington (poi Duca di Wellington). Manuel de Godoy venne creato Principe de la Paz (Principe della Pace) nel 1795 dopo aver negoziato la Pace di Basilea. José Malcampo, III marchese di San Rafael, primo ministro di Spagna nel 1871, durante il regno di Amedeo I, ottenne il titolo di Conte di Jolo e Visconte di Mindanao dopo la vittoriosa presa della Città di Jolo dal Sultanato di Sulu durante il suo governatorato generale delle Filippine.
- La corona del Portogallo, creò i titoli di Duque da Vitória (Duca della Vittoria), Marchese di Torres Vedras (dalle linee di Torres Vedras) e Conte di Vimeiro (dalla Battaglia di Vimeiro) per il Duca di Wellington.
- La casa reale dei Paesi Bassi creò il primo Duca di Wellington Principe di Waterloo (in Belgio) nel 1815.